# Cradle 2 the Grave
Cradle 2 the Grave es una película estadounidense protagonizada por Jet Li en 2003. Conocida en España como Nacer para morir, y en Hispanoamérica como Contra reloj o De la cuna a la tumba.

## Detalles
Es la tercera película dirigida por el polaco Andrzej Bartkowiak tras Romeo debe morir y Herida abierta. Sus inicios en el cine fueron como director de fotografía de películas como Veredicto final, La fuerza del cariño o El honor de los Prizzi, labor que continúa desarrollando en filmes como Trece días.
Está protagonizada por el especialista en artes marciales Jet Li (El único, El beso del dragón) y el cantante hip-hop DMX (Romeo debe morir, Viaje de pirados). Ambos ya habían trabajado con el director en Romeo debe morir y DMX también en Herida abierta. También intervienen Anthony Anderson (La barbería, Dos para jugar, Herida abierta, Leyenda urbana II), Kelly Hu (X-Men 2, El Rey Escorpión) y Tom Arnold (Animal farm, La armada de McHale, Touch). Destaca la presencia de Mark Dacascos (El pacto de los lobos), campeón de kickboxing y experto en artes marciales, que fue elegido a través de una encuesta en la página web de Jet Li.[cita requerida]
El guion y la historia es del debutante John O'Brien, también preparaba Starsky & Hutch. Fue reescrito por Channing Gibson (Lethal Weapon 4 o las series de televisión Policías de Nueva York y Murder one). Se inspira en M, el vampiro de Duseldorff, de Fritz Lang. El director de fotografía es Daryn Okada (Texas rangers, Un padre de cuidado, Experimento chiflado, Mandíbulas) y la banda sonora está compuesta por John Frizzell (Barco fantasma, Josie y las melódicas, Secuestrando a la Srta Tingle, I Still Know What You Did Last Summer, Trabajo basura, 13 fantasmas). Uno de los temas, Go To Sleep, es del propio DMX en colaboración con Eminem.
Las secuencias de lucha fueron coreografiadas por el legendario director de artes marciales Corey Yuen (Arma letal 4, Romeo debe morir). La pelea de estilo libre en la que Li se enfrenta a quince combatientes en una jaula recubierta por una cerca de "cyclone" y rodeada por una multitud furibunda y sanguinaria, tardó en rodarse diez días. El rodaje se inició el 11 de marzo de 2002 y concluyó en verano de ese año. Tuvo lugar en Los Ángeles y Toronto. El estreno de la película se produjo 27 de junio de 2003.

## Sinopsis
Tony Fait sortea los peligros de los negocios con una dedicación a la que sólo supera el amor que siente por su hija pequeña Vanessa. Después de llevar a cabo un complejo atraco en el que está involucrado un alijo de diamantes negros, Fait pronto se encuentra enfrentado a Su, un agente del gobierno taiwanés que ha buscado las extraordinarias piedras por medio mundo. Su, que es tan peligroso como implacable, no está buscando sólo los diamantes, está buscando al despiadado Ling, su antiguo socio, que secuestra a la hija de Fait con la intención de canjearla por las joyas robadas.
Cuando se corre la voz de que Fait ha escondido las joyas con su perista Archie, los diamantes acaban de inmediato en manos de un poderoso capo. Con la espalda contra la pared, Fait moviliza a su equipo, suspende su estricta política de no usar armas y se prepara para desatar todas las fuerzas que tiene a su disposición para salvar a su hija. Pero Fait se da cuenta de que Su podría ser su mejor esperanza para que Vanessa vuelva viva a casa. Adversarios por principios pero aliados por las circunstancias, el maestro ladrón y el enigmático agente unen sus fuerzas para hacerle la guerra a su enemigo común: Su para vengarse del hombre que una vez quiso matarle y Fait para rescatar a Vanessa.

## Reparto
- Jet Li como Su.
- DMX como Anthony Fait.
- Gabrielle Union como Daria.
- Mark Dacascos como Yao Ling.
- Kelly Hu como Sona.
- Drag-on como Miles.
- Anthony Anderson como Tommy.
- Tom Arnold como Archie.
- Paige Hurd como Vanessa Fait.
- Michael Jace como Odion.
- Chi McBride como Jump Chambers.
- Jose Ricardo Dzib Cetz como Su.
- Hector Echavarria como Ultimate Fighter.